# Congregações de Herança Reformada
As Congregações de Herança Reformada - CHR - (em inglês Heritage Reformed Congregations - HRC) formam de uma denominação reformada continental, estabelecida em 1993, nos Estados Unidos e no Canadá, por dissidentes das Congregações Reformadas Neerlandesas, sob liderança do pastor Joel Beeke. 

## História
As Congregações de Herança Reformada (CHR) foram formadas em 1993, por dissidentes das Congregações Reformadas Neerlandesas, sob liderança de Joel Beeke.
Originalmente, a denominação de chamada "Congregações Reformadas de Herança Holandesa". Todavia, em 2005, o nome atual foi adotado. 
Em 1995, a denominação fundou a o Seminário Teológico Reformado Puritano. Posteriormente, o seminário passou a ser apoiado pelas Igrejas Reformadas Livres da América do Norte (IRLAN).
A partir da década de 2010, a denominação iniciou diálogo com as IRLAN sobre uma possível fusão denominacional. Em 2017, as duas denominações realizaram sínodos simultâneos, no mesmo local, para discutir a aproximação.

## Estatísticas
| Ano  | Igrejas | Membros |
| ---- | ------- | ------- |
| 2010 | 10      | 2.169   |
| 2012 | 10      | 2.197   |
| 2014 | 9       | 2.089   |
| 2018 | 11      | 2.163   |
| 2020 | 10      | 2.136   |
| 2022 | 10      | 2.186   |

A denominação manteve-se estável na década de 2010, atingindo o máximo de 2.197 membros em 2012 e o mínimo de 2.089 membros em 2014. Em 2018, voltou a crescer em número de membros.
Em 2020, a denominação estimou ser formada por 2.136 membros, em 10 igrejas.
Em 2022, o número de membros da denominação cresceu para 2.186.

## Doutrina
As CHR adotam as Três Formas da Unidade (Catecismo de Heidelberg, Confissão Belga e Cânones de Dort) como sua doutrina oficial. A denominação defende a Inerrância bíblica e se opõe a ordenação de mulheres.

## Relações Intereclesiásticas
A denominação é membro do Conselho Norte-Americano Presbiteriano e Reformado e da Conferência Internacional das Igrejas Reformadas.
Desde a década de 2010 há um diálogo contínuo entre as CHR e as Igrejas Reformadas Livres da América do Norte, com o objetivo de formar uma só denominação.